# みっくすJUICE
みっくすJUICE（みっくすジュース）は、アイムエンタープライズ所属の女性声優4人による声優ユニット。

## メンバー
| 声優     | キャラクター | 備考     |
| -------- | ------------ | -------- |
| 中原麻衣 | 夏輪ひまわり | リーダー |
| 植田佳奈 | 冬出ゆり     |          |
| 斎藤千和 | 秋茂あやめ   |          |
| 森永理科 | 春野さくら   |          |

- CDジャケットやテレビアニメ『妄想科学シリーズ ワンダバスタイル』エンディングのクレジットタイトルなどユニット名にメンバーが併記される場合は、上表の順で「みっくすJUICE （中原麻衣・植田佳奈・斎藤千和・森永理科）」と記載される。

## 概要
2002年10月、雑誌『メガミマガジン』（学習研究社）の読者参加企画と連動する形で結成。企画・構成はワンダーファーム、キャラクターデザインはごとPが担当した。同月、アニメイトTVでインターネットテレビ番組『まるみえ☆みっくすJUICE』が開始される。11月『乙女に捧ぐ…』でCDデビュー。
2003年にはテレビアニメ『妄想科学シリーズ ワンダバスタイル』に、同名の劇中内ユニットとして声の出演をする。
2003年11月27日、解散を発表。翌年1月の『カンパイ!旅立ちの日』、『ワンダバスタイル〜突撃!みっくす生JUICEボーカルアルバム〜』のCD発売を以って解散した。

## CD
- 乙女に捧ぐ…/ロケット・ガール（2002年11月22日、LACM-4079）
  - テレビアニメ『妄想科学シリーズ ワンダバスタイル』挿入歌[1]
- みっくすJUICE ヴォーカルバラエティアルバム 宇宙百華（2003年3月26日、LACA-5164）
UNDER17プロデュースによるメンバー4人のキャラクターソングアルバム。
- The IJIN-DEN〜天才の法則〜/MOON de GO! GO!（2003年4月23日、LACM-4092）
  - テレビアニメ『妄想科学シリーズ ワンダバスタイル』オープニング/エンディング主題歌
- カンパイ!旅立ちの日（2004年1月21日、LACA-5249）
これまで販売されたCDに収録されている全ボーカル曲に新曲1曲を加えたベストアルバム。
  1. KANPAI!（Instrumental）
  2. ロケットガール
  3. 乙女に捧ぐ……
  4. THE IJIN-DEN 天才の法則
  5. Mr. Linesman（中原麻衣ソロ）
  6. Destination（植田佳奈ソロ）
  7. 流れ星（斎藤千和ソロ）
  8. 恋はショートコント（森永理科ソロ）
  9. MOON de GO! GO!
  10. カンパイ!旅立ちの日
- ワンダバスタイル〜突撃!みっくす生JUICEボーカルアルバム〜（2004年1月23日、FCCT-0009）
ゲーム版『ワンダバスタイル』内で使用されている全ボーカル曲を収録。

## テレビ番組
- まるみえ☆みっくすJUICE（アニメイトTV：2002年10月から2003年3月）

## DVD
- まるみえ☆みっくすJUICE DVD 1〜3巻

## ラジオ
- みっくすJUICEのワンダバスタイル（文化放送 A&Gメディアステーション こむちゃっとカウントダウン内にて放送：2003年1月4日から2003年3月29日）